# Someone in the Dark
"Someone in the Dark" (en inglés: Alguien en la Oscuridad) es una canción interpretada por el cantante estadounidense Michael Jackson, grabada en 1982 para el álbum de banda sonora de la película E.T. the Extra-Terrestrial. Escrita por Alan Bergman, Marilyn Bergman y Rod Temperton, y producida por Quincy Jones, fue lanzada como un sencillo promocional en un disco de vinilo de 7 pulgadas el 15 de noviembre de 1982; convirtiéndose en el primer sencillo promocional de Jackson.[cita requerida] La canción, creada originalmente como parte de la narrativa de la película, fue elogiada por su emotiva interpretación vocal, capturando los temas de amistad y esperanza de la historia de E.T.La canción se quiso publicar en el sexto álbum de estudio de Jackson como solista, Thriller, pero quedó descartada por problemas entre el sello de Jackson, Epic Records y  MCA Records (discográfica de la cual pertenece Someone in The Dark).

## Antecedentes
En el documental Thriller 40, Ed Eckstine, vicepresidente ejecutivo y gerente general de Quincy Jones Productions, explica que Quincy Jones y Steven Spielberg forjaron una amistad durante la producción de E.T. el Extra-Terrestrial. Durante el rodaje, Quincy y Michael Jackson fueron invitados al set. Fue ahí donde Spielberg sugirió a Quincy que deberían colaborar en un proyecto musical conjunto. Quincy, a su vez, propuso a Michael la idea de crear un álbum de cuentos de E.T., en el que Michael no solo narraría la historia, sino que también escribiría y cantaría una canción original para el álbum. Michael aceptó esta propuesta con entusiasmo.
En 1982, Epic Records le dio luz verde a Michael para grabar el álbum de cuentos, que incluiría una nueva canción titulada "Someone in the Dark", bajo el sello de MCA. Sin embargo, esta autorización venía con dos condiciones importantes:
1. El álbum no debía lanzarse hasta después de las festividades navideñas de 1982, evitando así la competencia con el lanzamiento de Thriller.
2. MCA no debía comercializar "Someone in the Dark" como un sencillo.

MCA cumplió con ambas estipulaciones al lanzar el álbum en noviembre de 1982 y al distribuir copias promocionales de "Someone in the Dark" a las estaciones de radio. Sin embargo, surgió un conflicto cuando Walter Yetnikoff, quien era presidente de Epic Records en ese momento, tuvo que negociar los derechos, dado que el álbum era publicado por Universal/MCA. Yetnikoff se comunicó con John Branca para que transmitiera a Michael el mensaje de dejar de besar al monstruo, en alusión a un cartel de E.T. en el que el personaje abrazaba a Michael.
Este desacuerdo legal resultó en que MCA se viera obligado a retirar el álbum y a prohibir el lanzamiento de la canción como sencillo, lo que la convirtió en uno de los sencillos más codiciados de Michael, alcanzando precios de hasta 1,000 dólares en el mercado. John Branca, en el mismo documental, menciona que Michael se sintió molesto con Yetnikoff, quien cuestionó cómo podría rectificar la situación. Gracias a esta demanda, Michael Jackson logró recuperar los derechos sobre sus trabajos a partir de Off the Wall y en adelante.

## Composición y producción
La canción fue compuesta por Rod Temperton, en colaboración con los letristas Alan y Marilyn Bergman. Temperton, conocido por temas como Rock with You y Thriller, diseñó una melodía que evocara la sensación de misterio y esperanza presentes en la película. La producción de Jones utilizó orquesta de cuerdas y sintetizadores para darle un toque etéreo, con arreglos orquestales por Temperton.
La grabación tuvo lugar en Westlake Recording Studios en Los Ángeles, y Jones se enfocó en crear una atmósfera musical envolvente. Bruce Swedien, ingeniero de sonido, empleó técnicas para captar la suavidad de la voz de Jackson, usando micrófonos cercanos y entorno de baja reverberación, optimizando la calidad emocional de su voz.

## Estructura musical y estilo
Someone in the Dark es una balada en do mayor, considerada una de las mejores tonalidades para una canción de balada y relajante, como lo es Someone in the Dark. Con una estructura AABA (también conocida como forma de 32 barras); es decir, inicialmente dos versos (AA), posteriormente una sección contrastante de puente (B) y vuelve a la melodía original del verso (A), hasta que termine el track. La canción cuenta con un tempo moderado de 109 pulsaciones por minuto, con un medio-tempo de 55 latidos y un doble-tempo de 218 pulsaciones. Se compone principalmente de géneros como lo son la balada, el pop, el Adult contemporary y el soul; pero también se pueden destacar elementos de soft rock, nu jazz, synthpop, Easy Listening, pop orquestal, música infantil, balada cinemática, dream pop, ambient pop, Downtempo, balada-soul, neo-orquestal, Lullaby Pop, Ethereal Pop, New Age, Melancholic Pop y Contemporary Classical. El acompañamiento es realmente muy sencillo, una unión entre cuerdas y piano, y sintetizadores que crean un toque futurista, acorde con el contexto de ciencia ficción de E.T.
La letra de Someone in the Dark, inspirada en la relación entre E.T. y Elliott, explora temas profundos como la amistad, la lealtad y el consuelo en momentos de oscuridad y soledad. A través de su interpretación vocal, Michael Jackson añade una capa de ternura y nostalgia, realzando el mensaje de apoyo emocional que se encuentra en la canción. Esta conexión resuena no solo en el contexto de la película, sino también en la vida personal del artista, quien a menudo buscó y ofreció consuelo a lo largo de su carrera.Muchas veces la canción se confunde con otra canción inédita de Jackson, Scared of the Moon, grabada en 1984 (también, como Sommeone in the Dark, incluida en The Ultimate Collection).

## Lanzamiento y controversia
Someone in the Dark fue lanzada como un sencillo promocional limitado por MCA Records en un contexto de tensiones legales entre MCA y Epic Records. Aunque tanto E.T., el Extraterrestre como el álbum Thriller fueron proyectos sumamente exitosos, la coincidencia de sus lanzamientos generó fricciones entre las dos compañías discográficas. Según un artículo de Rolling Stone, estas tensiones resultaron en restricciones en la promoción del álbum de E.T., lo que afectó la visibilidad de la canción Someone in the Dark.Además, Billboard señaló que la disputa legal entre los dos sellos limitó el potencial de promoción de varios sencillos asociados con la película, y la falta de una campaña robusta significó que, a pesar de la calidad de la música, la canción no alcanzó el reconocimiento que podría haber tenido. Los Angeles Times también destacó que las disputas comerciales a menudo pueden eclipsar el talento artístico, poniendo de relieve cómo los intereses corporativos pueden influir en el éxito de un proyecto musical.
El 16 de octubre de 2001, aparece en la edición especial del álbum Thriller, como la undécima pista del álbum completo, la segunda pista como nuevo contenido, y junto con la canción Carousel, las únicas dos nuevas canciones del álbum;posteriormente aparece en Michael Jackson: The Ultimate Collection, publicado el 16 de noviembre de 2004, como vigesimosexta pista del álbum, séptima pista del segundo disco y segunda nueva canción del álbum, junto a Sunset Driver;también se incluyó en el 25.º aniversario de Thriller, del 8 de febrero de 2008; en esta edición, solamente se puede escuchar en la edición de lujo digital, dejándola como decimonovena pista del álbum.Finalmente, se incluyó en el álbum recopilatorio The Ultimate Fan Extras Collection, del 24 de junio de 2013, en el segundo disco (Thriller Extras) como la decimoséptima pista.Todas estas inclusiones en varios álbumes demuestran la importancia de Someone in the Dark en la época de Jackson de Thriller.[cita requerida]

## Distinciones
La canción ganó un Premio Grammy a la mejor grabación para niños en la 26.ª edición de los Grammy, el 28 de febrero de 1984, dándole el séptimo Grammy en la discográfica de Jackson (y el sexto en la noche del 28 de febrero). Este premio consolidó la canción como una pieza significativa en la discografía de Jackson, además de marcar su incursión en la industria cinematográfica, que posteriormente incluiría colaboraciones adicionales en proyectos de alto perfil (como lo serían Captain EO en 1986 y Moonwalker en 1988).

## Personal[28]
- Michael Jackson – voz;
- Quincy Jones – productor;
- Alan Bergman, Marilyn Bergman, Rod Temperton – compositores;
- Rod Temperton – arreglos de cuerdas;
- Bruce Swedien – ingeniero de grabación;
- Greg Phillinganes – piano;
- Michael Boddicker – sintetizadores;
- L.A. Symphony Orchestra – orquesta de cuerdas.